# Matthias Lindner (1965)
Matthias Lindner (Grimma, 5 ottobre 1965) è un ex calciatore tedesco orientale dal 1990 tedesco, di ruolo difensore.

## Palmarès

### Club

#### Competizioni nazionali
- Coppa della Germania Est: 2

Lokomotive Lipsia: 1985-1986, 1986-1987